# The Code of Honor (film 1911)
The Code of Honor è un cortometraggio muto del 1911. Il nome del regista non viene riportato nei credit del film prodotto dalla Selig Polyscope Company.

## Produzione
Il film fu prodotto da William Nicholas Selig per la sua compagnia, la Selig Polyscope Company.

## Distribuzione
Distribuito dalla General Film Company, il film - un cortometraggio di una bobina - uscì nelle sale cinematografiche statunitensi il 13 marzo 1911.